# Palencia Sonora
Palencia Sonora es un festival de música independiente que tiene lugar en la ciudad de Palencia (España) desde 2004.
A lo largo de su existencia ha contado con la presencia de grupos nacionales de renombre dentro del panorama indie, como Vetusta Morla, Los Planetas, Supersubmarina o Izal; e internacionales como The Royal Concept o Monarchy.
El evento está organizado por la Asociación Palencia Sonora, que cuenta con el patrocinio y colaboración del Ayuntamiento de Palencia y otras instituciones públicas y organizaciones locales y regionales. Se celebra en el parque del Sotillo, en un entorno arbolado en el margen del río Carrión.

## Ediciones

### 2015
La duodécima edición del festival Palencia Sonora se desarrolló los días 29 y 30 de mayo e incorporó por primera vez una zona de acampada para los asistentes. Entre los grupos que actuaron en la edición de 2015 estuvieron Los Enemigos, Second, León Benavente, El Columpio Asesino o Novedades Carminha.

### 2016
La edición del año 2016 tuvo lugar los días 10 y 11 de junio en el parque del Sotillo de Palencia. Contó con la actuación de grupos como Sonograma, Novedades Carminha, Izal, Monarchy, Belako, Dorian, The Royal Concept o Los Bengala.

### 2017

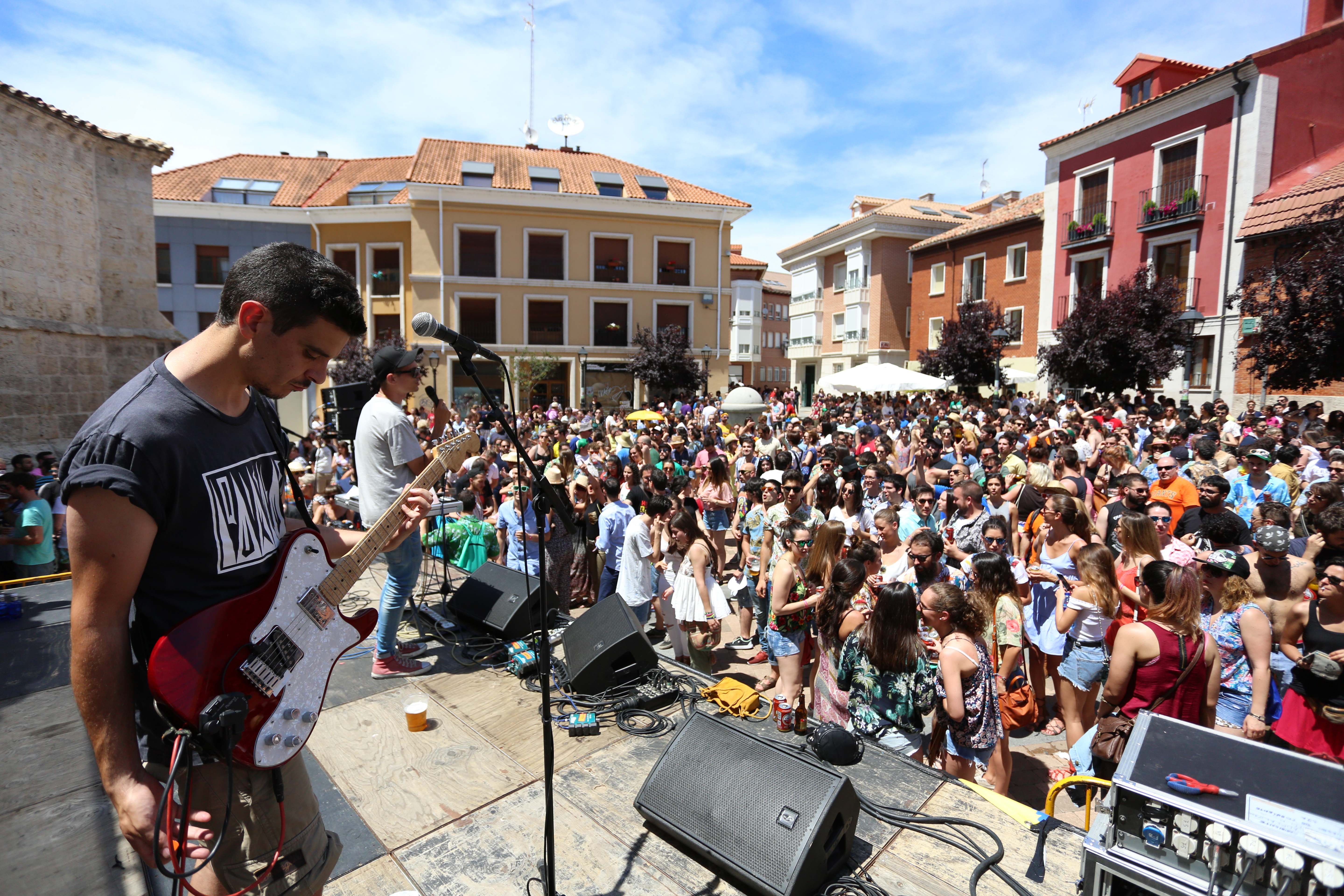
Actuación de Los Ganglios en la Plaza de San Miguel.

La edición del 2017 tuvo lugar los días 9 y 10 de junio en el parque del Sotillo, y también se desarrollaron actuaciones durante el día en la Plaza Mayor y en las plazas de San Miguel y San Pablo. Actuaron un total de 23 grupos, entre ellos Rinôçérôse, Quique González, Viva Suecia, Sidonie, Fuel Fandango o Amatria.

### 2018

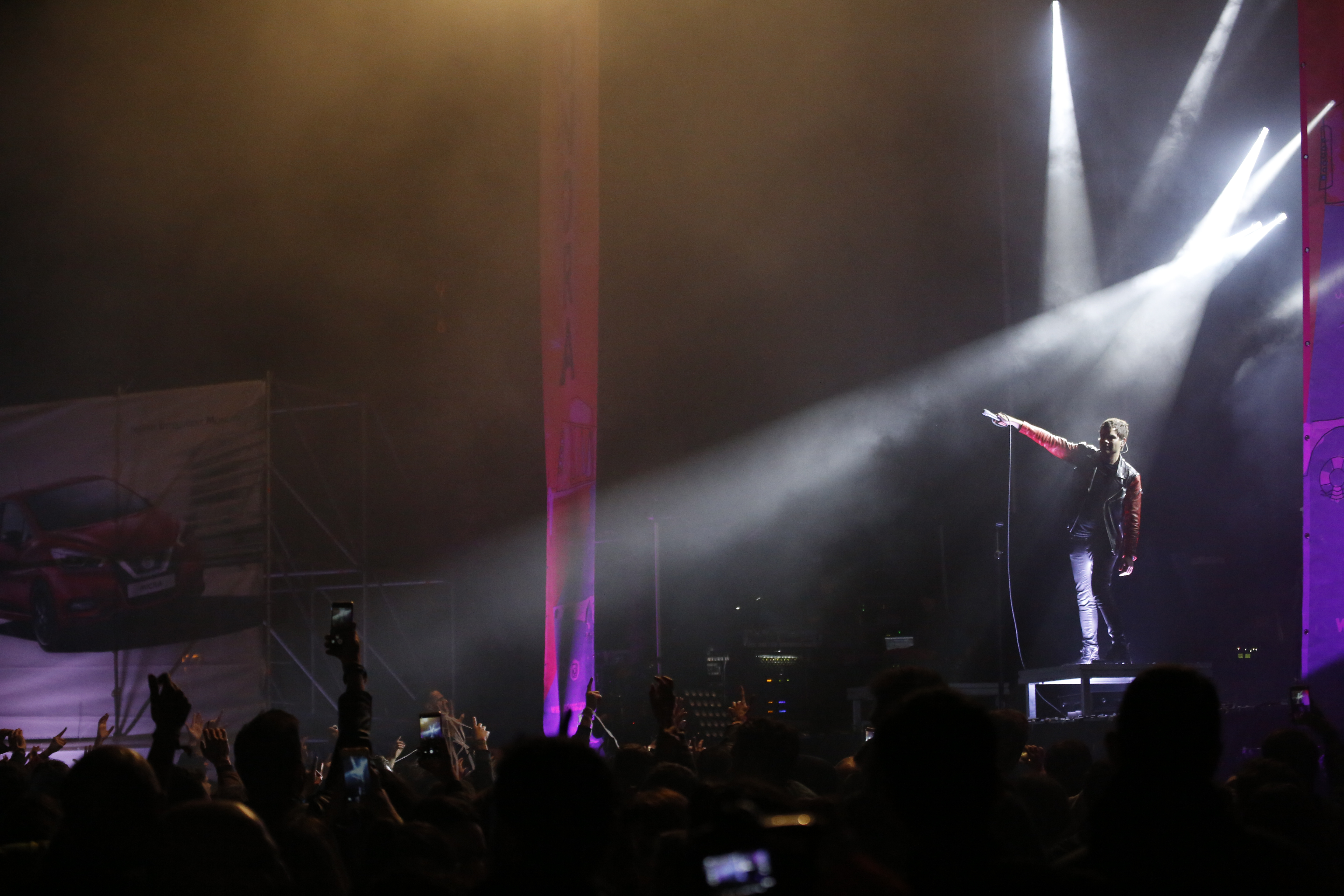
Dorian durante la edición de 2018.

Para celebrar el decimoquinto aniversario del festival se amplió la programación del evento final a cuatro días. La edición 2018 de Palencia Sonora se celebró del 7 al 10 de junio. Entre los artistas y bandas que actuaron se encuentran Lori Meyers, Deluxe, Ángel Stanich, La Maravillosa Orquesta del Alcohol, Dorian o Carmen Boza.
El recinto de conciertos principal fue el Parque del Sotillo y también se desarrollarán más conciertos por la ciudad y actividades paralelas.
La edición se cerró con más de 12.000 espectadores a pesar de las condiciones meteorológicas adversas.

### 2019
La edición de 2019 se celebró los días 6, 7, 8 y 9 de junio en el emplazamiento habitual del Parque del Sotillo para las actuaciones principales del festival, y varias ubicaciones con conciertos y actividades gratuitas por el casco histórico de Palencia. Contó con artistas internacionales: Roosevelt, Monarchy e Instituto Mexicano del Sonido (IMS); que junto a artistas nacionales como Viva Suecia, Zahara, Novedades Carminha, La Casa Azul o Iván Ferreiro sumaron más de 30 actuaciones diferentes.

### 2020
Debido a la situación derivada de la pandemia por COVID-19, la XVII edición fue cancelada.

### 2021
La XVII edición contó con la participación de grupos y artistas anunciados para la edición aplazada de 2020, entre ellos Sidonie, León Benavente, Fuel Fandango, Carolina Durante, La Bien Querida, Los Punsetes, Rodrigo Cuevas, Ladilla Rusa y más. Con motivo del Covid- 19, los conciertos se llevaron a cabo en la Plaza de toros de Palencia, en vez de en el Parque del Sotillo, para respetar la distancia y aforos.

### 2022
La edición de 2022 se celebró entre el 10 y 12 de junio, y contó con las actuaciones de León Benavente, Carolina Durante, Alizz, Depedro, Califato 3/4, Rufus T. Firefly, Los Punsetes, Delaporte, Mueveloreina, Colectivo Da Silva, Mejillones Tigre y The Grooves.

### 2023

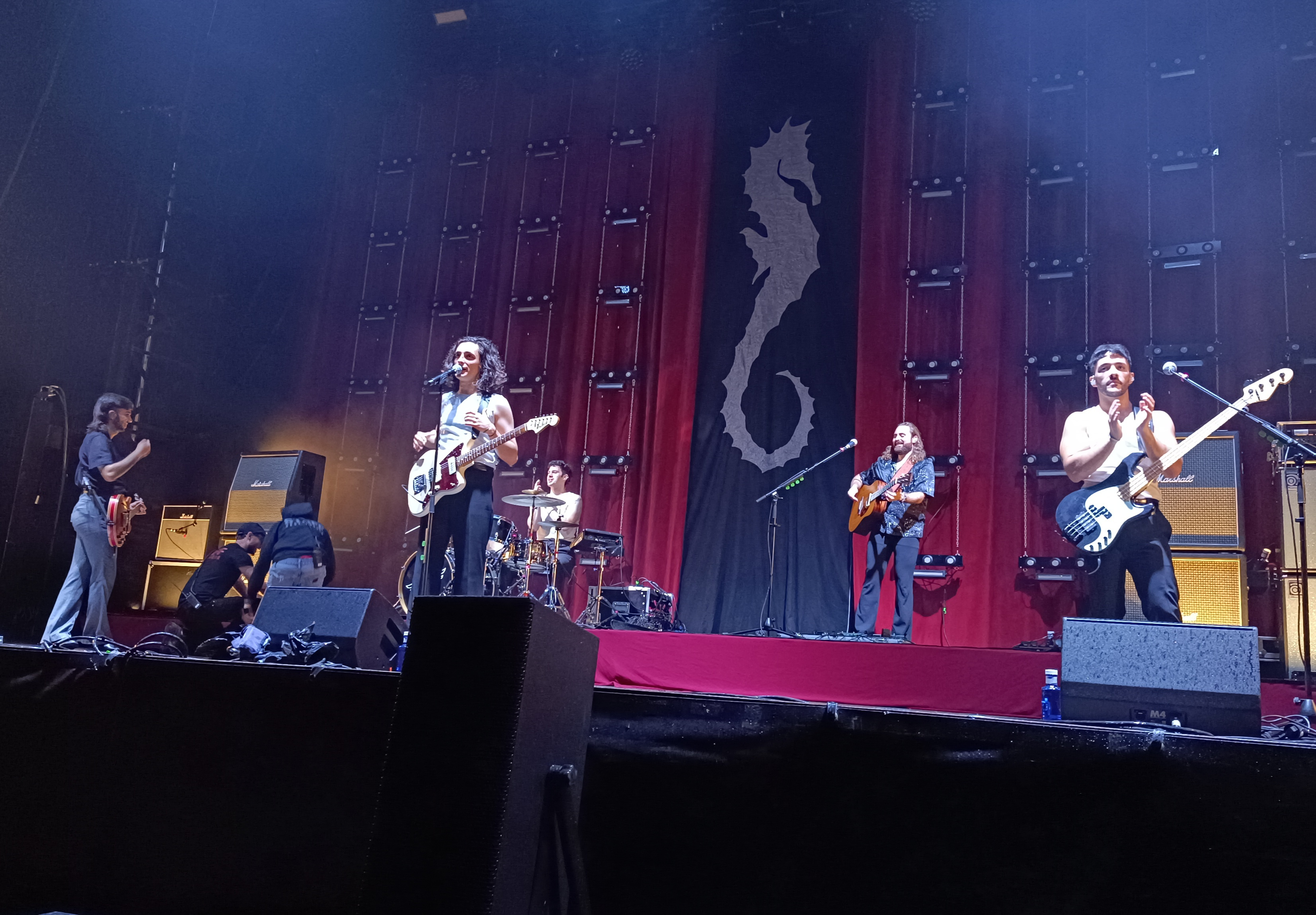
Arde Bogotá durante su actuación en la edición de 2024.

Entre el 8 y el 11 de junio de 2023 se celebró la XX edición del festival, donde actuaron entre otros Lori Meyers, La Casa Azul, Sidonie, Iseo & Dodosound, Ángel Stanich, Baiuca, Veintiuno, Ginebras, Niña Polaca o Anabel Lee.

### 2024
La edición de 2024 se celebró los días 7 y 8 de junio con las actuaciones de Arde Bogotá, Shinova, Sexy Zebras, El Columpio Asesino, Rodrigo Cuevas, Baiuca, Queralt Lahoz, Siloé, Parquesvr y Jordana B entre otros.

### 2025
Los días 6 y 7 de junio se celebró la XXII edición del festival, que contó entre otros con Viva Suecia, La Casa Azul, Zahara, León Benavente, Niña Polaca, Travis Birds, Tu Otra Bonita, Carlos Ares, Biznaga, Barry B, Mujeres o La Sra. Tomasa.